# Libero Liberati
Pour les articles homonymes, voir Liberati.
Libero Liberati (20 septembre 1926 - 5 mars 1962) était un pilote de vitesse moto italien qui a été champion du monde moto 500 cm3 1957.

## Biographie
Libero Liberati est devenu célèbre dans son pays, remportant le championnat italien en 1948. Deux ans plus tard, Moto Guzzi fait appel à ses services pour le Championnat du monde de vitesse moto catégorie 500 cm3, où il prend part à une seule course. La même proposition lui est faite l'année suivante, avec Gilera.
Liberati marque ses premiers points au Championnat du Monde en 1953 et remporte sa première victoire de course en 1956, dans la catégorie 350 cm3.
En  1957, Liberati remporte le Championnat du monde 500 cm3, avec un total de quatre victoires. Il remporte également une course dans la catégorie 350 cm3. Toutefois, à la fin de la saison, un différend avec l'usine Gilera le laisse sans guidon. Deux ans plus tard, Moto Morini lui redonne l'occasion à courir à nouveau, cette fois dans la catégorie 250 cm3.
En 1962, Liberati commence à se préparer pour la nouvelle saison de course. Le 5 mars, alors qu'il roule dans sa ville natale de Terni, un jour de pluie, il perd le contrôle de sa moto et se tue en percutant un muret en pierre.
Dans sa carrière, il a gagné 81 courses et participé à 15 Grand Prix. Il a marqué un total de 741 points dans les différents championnats.

## Résultats Grand Prix moto
| Saison | Catégorie | Classement | Machine     | Victoires |
| ------ | --------- | ---------- | ----------- | --------- |
| 1955   | 500 cm3   | 7          | Gilera      | 0         |
| 1956   | 350 cm3   | 7          | Gilera      | 1         |
| 1956   | 500 cm3   | 8          | Gilera      | 0         |
| 1957   | 350 cm3   | 3          | Gilera      | 1         |
| 1957   | 500 cm3   | 1er        | Gilera      | 4         |
| 1959   | 250 cm3   | 12         | Moto Morini | 0         |